# Championnat régional de Noroeste de rugby à XV
Le Championnat régional de Noroeste de rugby à XV ou Torneo del Noroeste ou Torneo del NOA est une compétition annuelle de rugby à XV organisée par la Fédération argentine de rugby.

## Histoire
La compétition débute en 1944 et comprend des clubs de Tucumán, Salta, Jujuy et Santiago del Estero. C'est l'un des 7 tournois de qualification pour le Nacional de Clubes et le Tournoi de l'Intérieur.

## Format
Le format du tournoi change au fil des ans et est réservé en 2014 à 16 équipes qui disputent un championnat dont les 8 premiers sont qualifiés pour le Super 8 alors que les 8 suivants se retrouvent dans la Zona Clasificacion.

## Liste des clubs
| Club                     | Ville                 |
| ------------------------ | --------------------- |
| Universitario de Tucumán | San Miguel de Tucumán |
| Tucumán R.C.             | San Miguel de Tucumán |
| Los Tarcos               | San Miguel de Tucumán |
| Tucumán Lawn Tennis      | San Miguel de Tucumán |
| Natacion y Gimnasia      | San Miguel de Tucumán |
| Cardenales               | San Miguel de Tucumán |
| Huirapuca                | Concepción            |
| Universitario Salta      | Salta                 |
| Santiago Lawn Tennis     | Santiago del Estero   |
| Jockey Club Salta        | Salta                 |
| Gimnasia y Tiro          | Salta                 |
| Old Lions                | Santiago del Estero   |
| Jockey Club Tucumán      | San Miguel de Tucumán |
| Lince R.C.               | San Miguel de Tucumán |
| Tigres                   | Salta                 |
| Bajo Hondo               | San Miguel de Tucumán |

## Palmarès
| Saison | Vainqueur                                | Score                                          | Finaliste                |
| ------ | ---------------------------------------- | ---------------------------------------------- | ------------------------ |
| 1944   | Tucumán R.C.                             | Round-robin                                    | -                        |
| 1945   | Tucumán R.C.                             | Round-robin                                    | -                        |
| ...    |                                          |                                                |                          |
| 2003   | Huirapuca                                | Round-robin                                    | Cardenales               |
| 2004   | Los Tarcos                               | Round-robin                                    | Universitario de Tucumán |
| 2005   | Universitario de Tucumán                 | 10 - 9                                         | Los Tarcos               |
| 2006   | Tucumán R.C.                             | 47 - 12                                        | Universitario de Tucumán |
| 2007   | Universitario de Tucumán                 | 29 - 18                                        | Cardenales               |
| 2008   | Tucumán L.T.                             | 19 - 17                                        | Universitario de Tucumán |
| 2009   | Tucumán L.T. et Universitario de Tucumán | Round-robin                                    | -                        |
| 2010   | Universitario de Tucumán                 | Round-robin                                    | Huirapuca                |
| 2011   | Tucumán L.T.                             | Round-robin                                    | Universitario de Tucumán |
| 2012   | Tucumán L.T.                             | Round-robin                                    | Cardenales               |
| 2013   | Cardenales                               | Round-robin                                    | Huirapuca                |
| 2014   | Tucumán L.T.                             | Round-robin                                    | Tucumán R.C.             |
| 2015   | Tucumán R.C.                             | Round-robin                                    | Universitario de Tucumán |
| 2016   | Los Tarcos                               | Round-robin                                    | Universitario de Tucumán |
| 2017   | Natación y Gimnasia                      | Round-robin                                    | Tucumán L.T.             |
| 2018   | Los Tarcos                               | Round-robin                                    | -                        |
| 2019   | Universitario de Tucumán                 | Round-robin                                    | -                        |
| 2020   |                                          | Non disputé à cause de la pandémie de Covid-19 |                          |
| 2021   | Tucumán R.C.                             | Round-robin                                    | -                        |
| 2022   | Huirapuca                                | Round-robin                                    | -                        |
| 2023   | -                                        | Round-robin                                    | -                        |

## Bilan
| Club                     | Titre(s) | Premier(s) - Dernier(s) |
| ------------------------ | -------- | ----------------------- |
| Universitario de Tucumán | 24       | 1946-2019               |
| Tucumán R.C.             | 22       | 1944-2021               |
| Los Tarcos               | 14       | 1966-2018               |
| Tucumán L.T.             | 11       | 1977-2014               |
| Natación y Gimnasia      | 8        | 1949-2017               |
| Huirapuca                | 5        | 1999-2022               |
| Cardenales               | 4        | 1954-2013               |